# Laura Benanti

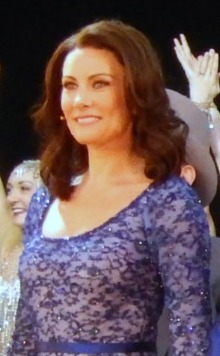
Laura Benanti na scenie (2015)

Laura Benanti (ur. 15 lipca 1979 w Nowym Jorku) – amerykańska aktorka, która wystąpiła m.in. w musicalu Gypsy, za rolę w którym dostała nagrodę Tony.

## Filmografia

### Filmy
| Rok  | Tytuł                        | Rola                 | Uwagi                               |
| ---- | ---------------------------- | -------------------- | ----------------------------------- |
| 2006 | Take the Lead                | Tina                 |                                     |
| 2006 | Tylko Grace                  | Alexandra            |                                     |
| 2010 | Meskada                      | Allison Connor       |                                     |
| 2014 | Russian Broadway Shut Down   | Sophia the Cosmonaut | krótkometr.                         |
| 2016 | She Loves Me                 | Amalia Balash        | przedstawienie wyświetlane w kinach |
| 2020 | Worth                        | Karen Abate          |                                     |
| 2021 | Mamy tylko dziś (Here Today) | Francine             |                                     |
| 2021 | tick, tick... Boom!          | Judy                 |                                     |

### Telewizja
| Rok        | Tytuł                              | Rola                          | Uwagi               |
| ---------- | ---------------------------------- | ----------------------------- | ------------------- |
| 2005       | Starved                            | Billie Frasier                | 7 odc.              |
| 2008       | Eli Stone                          | Beth Keller                   | 5 odc.              |
| 2009       | Life on Mars                       | Denise Carling                | 1 odc.              |
| 2010       | Open Books                         | June                          | film TV             |
| 2011       | Słowo na R                         | Gia Sherman                   | 1 odc.              |
| 2011       | The Playboy Club                   | Carol-Lynne Cunningham        | 7 odc.              |
| 2011–14    | Prawo i porządek: sekcja specjalna | Maria Grazie                  | 9 odc.              |
| 2012–13    | Go On                              | Lauren Bennett                | 22 odc.             |
| 2013       | It Could Be Worse                  | Kendra                        | 1 odc.              |
| 2013       | Bananowy doktor                    | Shelby Shackleford            | 8 odc.              |
| 2013       | Elementary                         | Anne Barker / Abigail Spencer | 1 odc.              |
| 2013       | The Sound of Music Live!           | Elsa Schrader                 | przedstawienie w TV |
| 2014–15    | Żona idealna                       | Renata Ellard                 | 2 odc.              |
| 2014       | Siostra Jackie                     | Mia Peyton                    | 7 odc.              |
| 2014–15    | Nashville                          | Sadie Stone                   | 15 odc.             |
| 2015–16    | Supergirl                          | Alura Zor-El / Astra In-Ze    | 10 odc.             |
| od 2016    | The Late Show with Stephen Colbert | Melania Trump                 | rola powracająca    |
| 2017–19    | Objazd                             | Edie Randall                  | 22 odc.             |
| 2017       | Zanim żyli długo i zaplątani       | Lady Caine (głos)             | film TV             |
| 2017, 2019 | Zaplątane przygody Roszpunki       | Lady Caine (głos)             | 2 odc.              |
| 2018–2021  | Younger                            | Quinn Tyler                   | rola powracająca    |
| 2021       | Gossip Girl                        | Katherine Hope                | 5 odc.              |
| 2022       | Pozłacany wiek                     |                               | 9 odc.              |
| 2022       | Life & Beth                        | Jane                          | 7 odc.              |